# Diócesis de Santa Rosa de Copán
La diócesis de Santa Rosa de Copán (en latín: Dioecesis Sanctae Rosae de Copán) es una circunscripción eclesiástica de la Iglesia católica en Honduras. Se trata de una diócesis latina, sufragánea de la arquidiócesis de San Pedro Sula. Abarca los departamentos de Ocotepeque, Copán y Santa Bárbara, con sede en la ciudad de Santa Rosa de Copán. Desde el 3 de julio de 2025 su S.S. El papá León XIV nombró a Mons. Héctor David García Osorio como obispo titular después de que el 16 de diciembre de 2024 el obispo Darwin Rudy Andino Ramírez, de la Orden de los Padres Somascos, presentara su renuncia ante la Santa Sede

## Territorio y organización

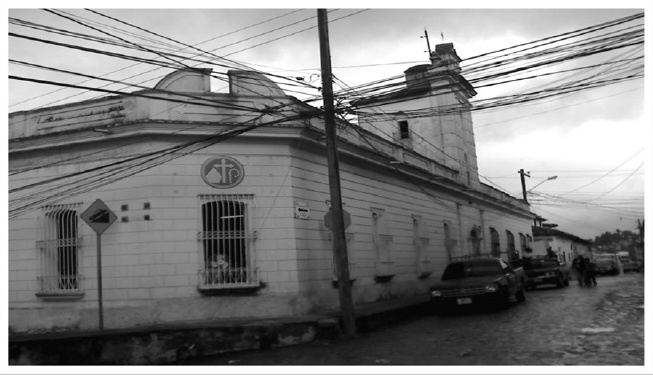
Palacio episcopal de Santa Rosa de Copán

La diócesis tiene 9896 km² y extiende su jurisdicción sobre los fieles católicos de rito latino residentes en los departamentos de Copán, Ocotepeque y Santa Bárbara.
La sede de la diócesis se encuentra en la ciudad de Santa Rosa de Copán, en donde se halla la Catedral de Santa Rosa de Lima
En 2022 en la diócesis existían 28 parroquias.

## Historia
La diócesis fue erigida el 2 de febrero de 1916 mediante la bula Quae rei sacrae del papa Benedicto XV, obteniendo el territorio de la diócesis de Comayagua, que a su vez fue elevada al rango de sede metropolitana con el nombre de arquidiócesis de Tegucigalpa. El primer obispo nombrado fue Claudio María Volio y Jiménez, quien tomó posesión del cargo el 8 de marzo de 1918.
El Palacio episcopal fue construido 1934 y 1935. En 1960 en este edificio se fundó el Colegio Salesiano de Segunda Enseñanza Santo Domingo Savio, mediante gestiones del obispo Héctor Enrique Santos Hernández y el sacerdote Licenciado Héctor Guillermo Chavarría. El 26 de noviembre de 1978 el obispo José Carranza Chévez fundó la estación radial Santa Rosa, la cual empezó sus transmisiones radiales desde ese local.
El 27 de abril de 2021 cedió una porción de su territorio para la erección de la diócesis de Gracias mediante la bula Qui ad augendum del papa Francisco.
Originalmente sufragánea de la arquidiócesis de Tegucigalpa, pasó a formar parte de la provincia eclesiástica de San Pedro Sula el 26 de enero de 2023.

## Estadísticas
Según el Anuario Pontificio 2023 la diócesis tenía a fines de 2022 un total de 932 120 fieles bautizados.
| Año                                                                             | Población            | Población | Población      | Sacerdotes | Sacerdotes    | Sacerdotes    | Bautizados por sacerdote | Diáconos permanentes | Religiosos | Religiosos | Parroquias |
| Año                                                                             | Bautizados católicos | Total     | % de católicos | Total      | Clero secular | Clero regular | Bautizados por sacerdote | Diáconos permanentes | Varones    | Mujeres    | Parroquias |
| ------------------------------------------------------------------------------- | -------------------- | --------- | -------------- | ---------- | ------------- | ------------- | ------------------------ | -------------------- | ---------- | ---------- | ---------- |
| 1950                                                                            | ?                    | ?         | ?              | 26         | 21            | 5             | ?                        |                      | 6          | 20         |            |
| 1966                                                                            | 619 905              | 641 251   | 96.7           | 40         | 26            | 14            | 15 497                   |                      | 17         | 29         | 26         |
| 1970                                                                            | 650 500              | 674 300   | 96.5           | 45         | 25            | 20            | 14 455                   |                      | 23         | 32         | 25         |
| 1976                                                                            | 791 194              | 814 922   | 97.1           | 38         | 19            | 19            | 20 820                   |                      | 20         | 34         | 27         |
| 1978                                                                            | 876 675              | 900 979   | 97.3           | 38         | 19            | 19            | 23 070                   |                      | 21         | 42         | 27         |
| 1990                                                                            | 944 000              | 994 000   | 95.0           | 48         | 25            | 23            | 19 666                   |                      | 35         | 56         | 26         |
| 1999                                                                            | 919 054              | 989 950   | 92.8           | 52         | 31            | 21            | 17 674                   |                      | 22         | 45         | 36         |
| 2000                                                                            | 909 143              | 1 142 054 | 79.6           | 58         | 37            | 21            | 15 674                   |                      | 22         | 47         | 36         |
| 2001                                                                            | 912 148              | 1 142 054 | 79.9           | 57         | 36            | 21            | 16 002                   |                      | 22         | 48         | 37         |
| 2002                                                                            | 913 643              | 1 142 054 | 80.0           | 57         | 39            | 18            | 16 028                   |                      | 19         | 54         | 38         |
| 2003                                                                            | 1 050 689            | 1 142 054 | 92.0           | 56         | 38            | 18            | 18 762                   |                      | 19         | 53         | 38         |
| 2004                                                                            | 1 028 787            | 1 143 097 | 90.0           | 51         | 35            | 16            | 20 172                   |                      | 17         | 53         | 39         |
| 2010                                                                            | 1 160 000            | 1 289 000 | 90.0           | 60         | 50            | 10            | 19 333                   |                      | 11         | 52         | 42         |
| 2014                                                                            | 1 229 000            | 1 402 000 | 87.7           | 68         | 53            | 15            | 18 073                   |                      | 17         | 37         | 44         |
| 2017                                                                            | 1 297 940            | 1 481 040 | 87.6           | 73         | 60            | 13            | 17 780                   | 1                    | 14         | 68         | 48         |
| 2021                                                                            | ?                    | 969 134   | ?              | 52         | 37            | 15            | ?                        |                      | 15         | 15         | 27         |
| 2022                                                                            | 932 120              | 1 063 607 | 87.6           | 60         | 48            | 12            | 15 535                   | 1                    | 31         | 15         | 28         |
| Fuente: Catholic-Hierarchy, que a su vez toma los datos del Anuario Pontificio. |                      |           |                |            |               |               |                          |                      |            |            |            |

## Episcopologio
- Claudio María Volio y Jiménez † (2 de febrero de 1916-12 de noviembre de 1926 renunció)
- Angelo Maria Navarro † (17 de diciembre de 1928-31 de julio de 1951 falleció)
- Carlos Luis Geromini † (20 de abril de 1952-23 de mayo de 1958 renunció)
- Héctor Enrique Santos Hernández, S.D.B. † (12 de septiembre de 1958-18 de mayo de 1962 nombrado arzobispo de Tegucigalpa)
- José Carranza Chévez † (10 de junio de 1962-17 de julio de 1980 falleció)
  - Sede vacante (1980-1984)[nota 2]
- Luis Alfonso Santos Villeda, S.D.B. (27 de enero de 1984-7 de noviembre de 2011 retirado)
- Darwin Rudy Andino Ramírez, C.R.S.,  (7 de noviembre de 2011[6]- 16 de diciembre de 2024 renunció)
- Héctor David García Osorio, desde el 3 de julio de 2025